# Fausing-Auning Kommune
Fausing-Auning Kommune var en dansk sognekommune i Randers Amt fra 1842 til 1966. Kommunen bestod af Fausing og Auning Sogne. Kommunen blev i 1966 slået sammen med Øster Alling-Vester Alling Kommune til Gammel Estrup Kommune. Ved kommunalreformen i 1970 indgik det meste af den tidligere Fausing-Auning Kommune i Sønderhald Kommune, et engområde i Fausing Sogn gik dog til Rougsø Kommune. Efter strukturreformen i 2007 ligger hele den tidligere Fausing-Auning Kommune i Norddjurs Kommune.